# Cody Simpson
Cody Simpson (født 11. januar 1997 i Gold Coast, Australien) er en australsk sanger, guitarist og svømmer.
I 2009 beyndte Simpson at uploade sange til YouTube, hvor han sang coverversioner af Jason Mraz' "I'm Yours", Cry Me a River" af Justin Timberlake, "I Want You Back" af The Jackson 5 og Bon Jovi's "Wanted Dead or Alive".
I 2010 underskrev Simpson en pladekontrakt for fire album med Atlantic Records. Hans første single, er One som han selv har skrevet.
I 2022 sluttede Simpson sig til Australian Swim Team efter at være blevet kvalificeret til Commonwealth Games i det australske team trials.

## Privatliv
Simpsons første forhold var med Kylie Jenner, som han datede i 2011. Han dannede senere par med Gigi Hadid fra 2013 til maj 2015. I oktober 2019 begyndte Simpson et forhold med Miley Cyrus indtil parret gik fra hinanden i august 2020. Han dannede derefter par med den belgisk-amerikanske model, Marloes Stevens fra december 2020 til januar 2022. I april 2022 begyndte Simpson at danne par med den australske svømmer, Emma McKeon, men de bekræftede ikke deres frohold før juli samme år.

## Filmografi
| År        | Titel                              | Rolle                | Noter                                                               |
| --------- | ---------------------------------- | -------------------- | ------------------------------------------------------------------- |
| 2011      | So Random!                         | Sig selv – Performer | Musical guest singing "All Day"                                     |
| 2011      | PrankStars                         | Sig selv             | Episode, "Walk the Prank", alongside host Mitchel Musso and Zendaya |
| 2011      | N.B.T (Next Big Thing)             | Sig selv             | Gæstestjerne                                                        |
| 2011      | Extreme Makeover: Home Edition     | Sig selv             | Episode, "The Walker Family"                                        |
| 2012      | Bucket & Skinner's Epic Adventures | Sig selv – Performer | Episode, "Epic Break-up"                                            |
| 2012      | Finding Cody                       | Sig selv             | Hovedrolle                                                          |
| 2012      | Punk'd                             | Sig selv             | Offer                                                               |
| 2012      | Figure It Out                      | Sig selv             | Contestant                                                          |
| 2012      | Cupcake Wars                       | Sig selv             | Gæst/dommer                                                         |
| 2013      | Ridiculousness                     | Sig selv             | Episode "Cody Simpson", Season 3 Episode 19                         |
| 2013      | Golden Balls                       | Sig selv             | Episode 289 Runner-up                                               |
| 2013      | AwesomenessTV                      | Sig selv             | Episode "Zay Zay and Jo Jo's Halloween Tips", Guest Host            |
| 2014      | Instant Mom                        | Sig selv             | Episode 14: "A Kids' Choice"                                        |
| 2014      | Dancing with the Stars             | Sig selv             | Contestant on season 18                                             |
| 2015      | One Crazy Cruise                   | Cody Simpson         | Gæsteoptræden                                                       |
| 2015      | Cougar Town                        | Pete                 | Season 6, Episode 7                                                 |
| 2018–2019 | Anastasia (musical)                | Dmitry               | Stage musical lead role                                             |
| 2019      | The Masked Singer (Australia)      | Robot                | Contestant / Winner                                                 |
| 2020      | Smiley Face Killers                | Rob                  | Film                                                                |
| 2021      | Head Above Water                   | Sig selv             | Fire episode                                                        |

## Diskografi
- Paradise (2012)
- Surfers Paradise (2013)
- Free (2015)
- Cody Simpson (2022)

## Turnéer
Headlining
- Welcome to Paradise Tour (2012)
- Paradise Tour (2013–2014)
- The Acoustic Sessions Tour (2014)
- Free Tour (2015)

Co-headlining
- Waiting 4U Tour (med Greyson Chance) (2011)

Promotional
- Coast to Coast Mall Tour (2011)

Åbning
- Big Time Summer Tour (for Big Time Rush) (2012)
- Believe Tour (for Justin Bieber) (2012–2013)